# Тимачёв, Филипп Яковлевич
Фили́пп Я́ковлевич Тимачёв (1865, Пермская губерния — после 1907) — волостной писарь и старшина, депутат II Государственной Думы от Пермской губернии (1907).

## Биография

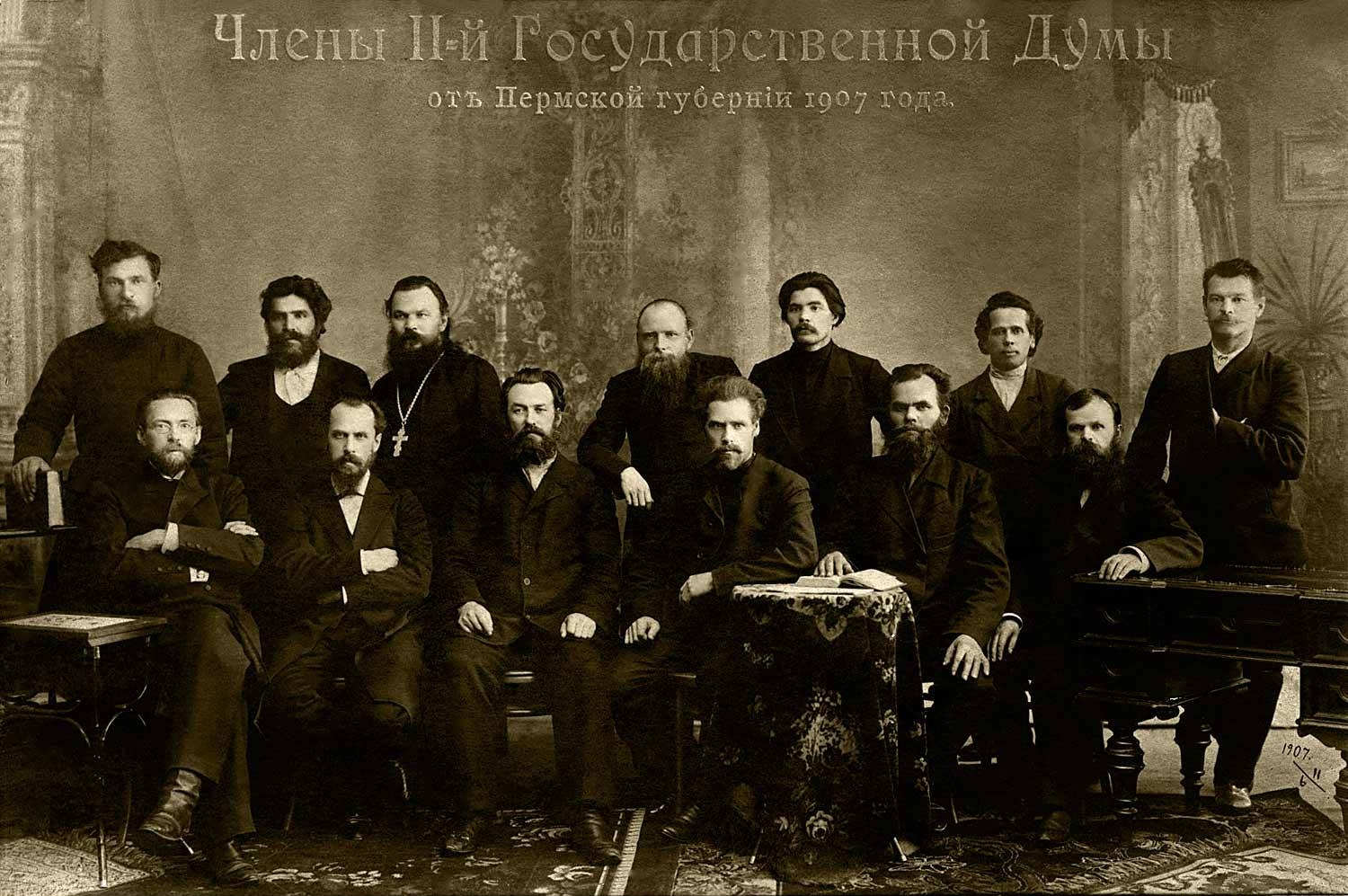
Члены II Государственной думы от Пермской губернии, 1907 год. Сидят: В. Н. Мамин, Г. И. Баскин, Я. Е. Захаров, А. А. Шпагин, Г. И. Кабаков, В. Е. Ершов; стоят: П. А. Зырянов, П. С. Сигов, К. А. Колокольников, Е. А. Петров, В. А. Чащин, Ф. Я. Тимачев, Я. П. Максимов

Филипп Тимачёв родился в 1865 году на Каменском заводе (сегодня — Каменск-Уральский) Камышловского уезда Пермской губернии в крестьянской семье. По одним данным Филипп школьного образования вовсе не получил (был самоучкой), по другим — учился в министерской начальной школе.
Тимачёв занимался земледелием. Кроме того, он служил писцом в волостной конторе, затем был переведён помощником писаря, а спустя несколько лет — выбран волостным писарем.
Тимачёв имел опыт работы в органах местного самоуправления: в 1898 году Филиппа Яковлевича выбирают волостным старостой (старшиной) на три года. По истечении этого срока он занялся «мелкой бакалейной торговлей».
В 1905 году крестьяне выбрали Тимачёва учётчиком для поверки расходов общественных сумм за предшествующие 4 года.
Крестьянин Тимачёв являлся выборщиком на губернском избирательном собрании, проходившем 14‑15 апреля 1906 года. 6 февраля 1907 года, на губернском избирательном собрании в связи с думскими выборами, он также был выборщиком от крестьян Камышловского уезда. Избрался во Вторую Государственную Думу от общего состава выборщиков Пермского губернского избирательного собрания.
Во II Думе Филипп Тимачёв вошёл в состав Трудовой группы и во фракцию Крестьянского союза. Не играл заметной роли в думской деятельности. В думских документах он отметился всего один раз (6 марта) — когда его выборы были признаны правильными.
Судьба Филиппа Яковлевича Тимачёва в последумский период не прослежена.

## Мнение современников
Пресса начала века так описывала Филиппа Тимачёва:
Ф. Я. Тимачёв — средних лет, наружностью своей не импонирует, но подкупает приветливостью и вежливостью… Ни одно общественное дело не обходится без его участия. За общественное дело он — стойкий и непреклонный борец, от чего и нажил себе врагов, которые в былые годы обвиняли его в неправильном расходовании общественных сумм, но ничего не подтвердилось. Крестьяне его уважали… Тимачёв крайне осторожен, где-то медлителен при обсуждении общественных дел. Но выводы и решения его поражают глубиной мысли и ясностью взгляда. Сдержанный и всегда спокойный, он пользуется чрезвычайным авторитетом у общественников